# Бензофуран
Бензофуран — гетероциклическое органическое соединение, содержащее бензольное и фурановое кольца.

## Свойства
Бензофурану могут соответствовать 2 изомерных соединения: 2,3-бензофуран (собственно бензофуран, формула I) и 3,4-бензофуран (формула II). При этом стабильным является первый изомер, для второго известны только нестабильные 1,3-диарилзамещённые производные, склонные к димеризации на свету.
Бензофуран является бесцветной жидкостью с ароматным запахом, растворим в воде, этаноле, диэтиловом эфире. Проявляет ароматические свойства. С щелочами не реагирует, но в присутствии минеральных кислот, кислот Льюиса и пероксидов полимеризуется.
Бензофуран реагирует с озоном, продуктами реакции являются салициловый альдегид, салициловая кислота или пирокатехин.
Гидрирование бензофурана действием натрия в этаноле или водородом на катализаторе приводит к образованию 2,3-дигидробензофурана и затем к октагидробензофурану. При гидрировании бензофурана под давлением, действии лития в жидком аммиаке происходит раскрытие фуранового цикла.

## Нахождение в природе
Бензофуран обнаруживают в каменноугольной смоле (нафталиновая и фенольная фракции), в коксовом газе и продуктах карбонизации угля. Некоторые производные бензофурана находятся в составе фенольных фракций смолы глинистых сланцев и высококипящих каменноугольных смол.

## Получение
Бензофуран выделяют из каменноугольной смолы с помощью бромирования и последующего разложения дибромпроизводного.
Полупромышленный синтетический способ получения бензофурана в качестве сырья использует о-нитроэтилбензол:
Препаративный синтез бензофурана осуществляется реакцией конденсации салицилового альдегида с хлоруксусной кислотой или этилмалонатом с образованием бензофуран-2-карбоновой кислоты, которую подвергают декарбоксилированию.

## Применение
Применение находят производные бензофурана — их используют как отбеливатели в бумажной промышленности, как сцинтилляционные материалы, антиоксиданты в получении каучуков, в качестве лекарственных препаратов.